# Herb Nieświeża
Herb Nieświeża – jeden z symboli Nieświeża nadany miastu 24 czerwca 1586 przez króla Polski i wielkiego księcia litewskiego Stefana Batorego i przywrócony 23 grudnia 1999 decyzją Komitetu Wykonawczego Rejonu Nieświeskiego.
Jest również herbem rejonu nieświeskiego.

## Opis herbu
Tarcza barokowa polska podzielona w słup na dwa pola. W polu prawym złotym półorzeł czarny, bez korony; w polu lewym dziesięć pasów ukośnych ku górze; barwy pasów od góry: na przemian błękitna, czerwona i złota.

## Znaczenie
Czarny półorzeł pochodzi z herbu Radziwiłł I, który w 1515 właściciele Nieświeża – Radziwiłłowie otrzymali od cesarza Świętego Cesarstwa Rzymskiego Maksymiliana I Habsburga wraz z tytułem książęcym. W źródłach brak jest wytłumaczenia znaczenia lewej części herbu.

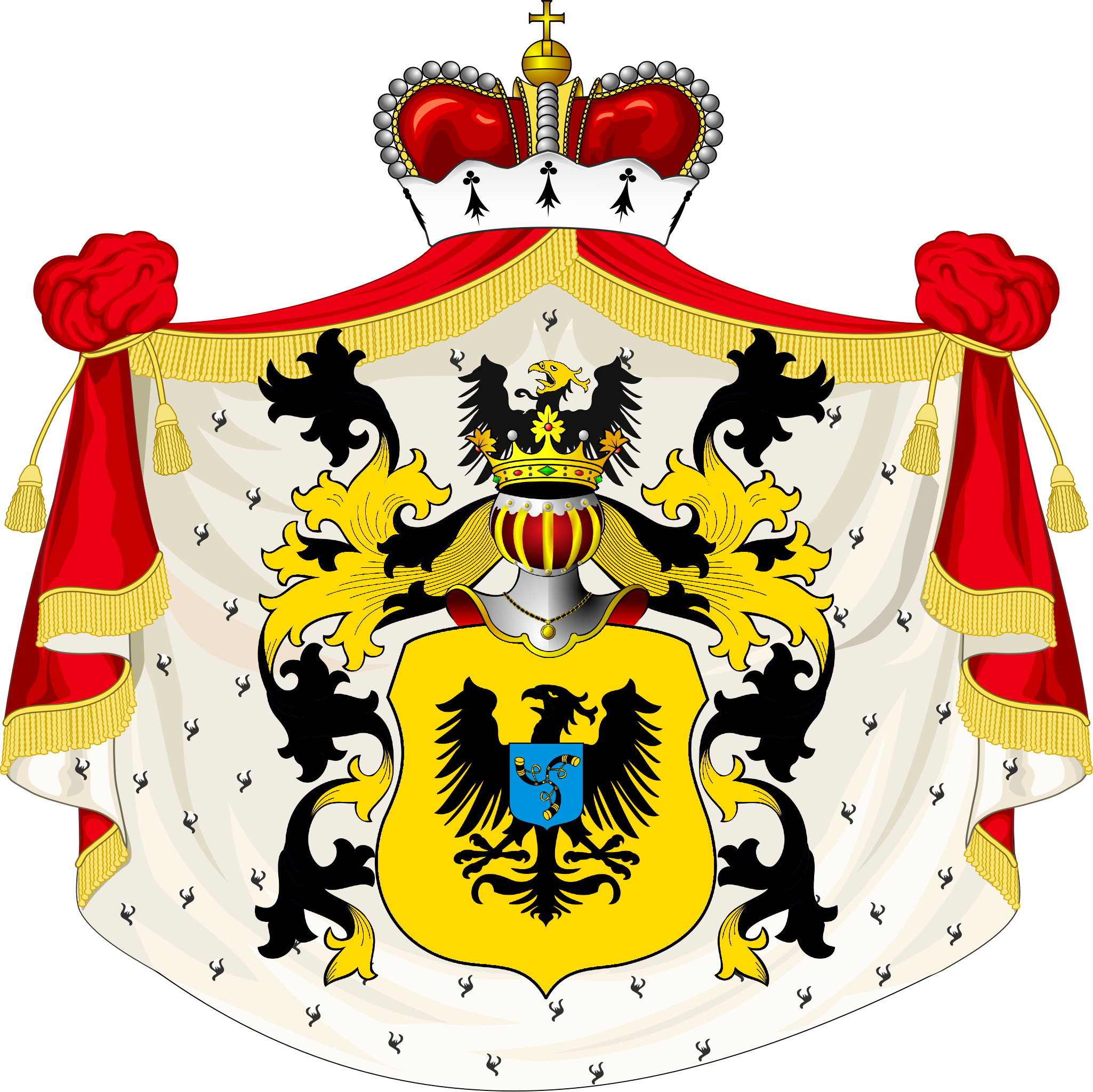
herb Radziwiłł I

## Historia
Współczesny herb nadał 24 czerwca 1586 król Polski i wielki książę litewski Stefan Batory. Obowiązywał on do 1796.
Po rozbiorach, gdy Nieśwież znalazł się w zaborze rosyjskim, 22 stycznia 1796 cesarzowa Rosji Katarzyna II nadała miastu zmodyfikowaną wersję herbu, nawiązującą do ówczesnej koncepcji rosyjskiej heraldyki miejskiej. Tarcza była podzielona w pas. W górnym polu znajdował się herb Mińska, w dolnym zaś herb Nieświeża nadany przez Stefana Batorego. Pasy w jego prawej części nie biegły prosto, lecz promieniście.
W 1865 przedstawiono projekt nowego herbu. Różnicą z herbem nadanym przez Katarzynę II było usunięcie herbu Mińska, w zamian za który w lewym kantonie pojawił się herb gubernii mińskiej. Projekt ten nie został jednak przyjęty.
W II Rzeczypospolitej przywrócono herb z 1586. Oficjalnie został on zatwierdzony przez Ministerstwo Spraw Wewnętrznych 3 października 1936.
Brak jest danych czy w czasach sowieckich Nieśwież posiadał godło.
23 grudnia 1999 Komitet Wykonawczy Rejonu Nieświeskiego przywrócił miastu herb w wersji z 1586. 21 marca 2001 herb został zarejestrowany w Rejestrze Herbowym Republiki Białorusi.

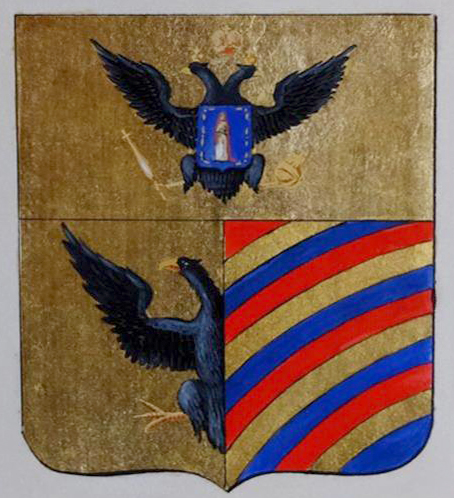
herb z 1796
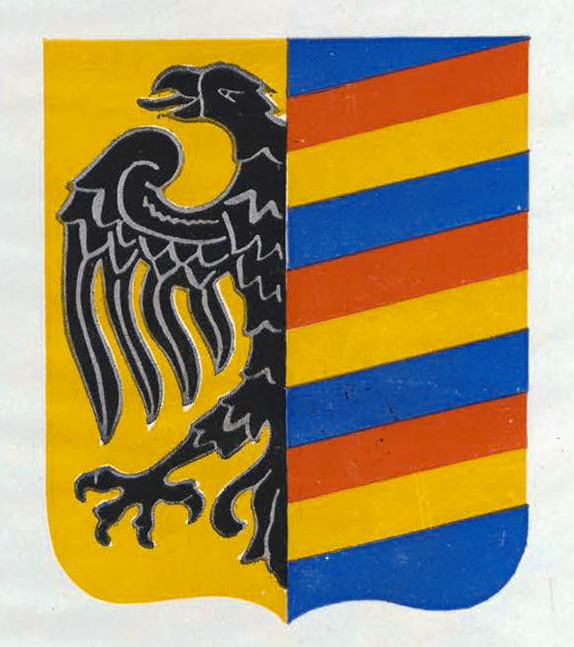
herb w okresie międzywojennym